# Numéro
Pour les articles homonymes, voir Numéro (homonymie).
Un numéro (de l’italien numero venant du latin numerus) est un code numérique, c'est-à-dire un nombre habituellement entier naturel utilisé comme identifiant. Un nominal est donc composé le plus souvent uniquement de chiffres (comme un nombre), avec parfois d’autres symboles comme '-' '/' '.' ou des lettres complémentaires.
C'est en principe un pur code, mais certaines parties du code peuvent avoir un sens, par exemple le sexe ou la date de naissance dans le numéro de sécurité sociale français, le type de téléphone (fixe ou mobile) ou la région dans un numéro de téléphone, le pays dans un code-barres. Une partie du numéro (généralement un seul chiffre) peut également servir de contrôle afin de garantir que le code est correct (par exemple dans l'ISBN ou les IBAN). Si le numéro n'indique pas un ordre significatif, il s'agit d'un nombre nominal, si au contraire il indique une position significative dans une suite, il s'agit alors d'un nombre ordinal.

## Utilisation
Par exemple : numéro de série, numéro d’ordre, numéro matricule, numéro de téléphone/fax (numéro d’appel d’urgence (par exemple le 112 (numéro d'urgence européen), …), numéro de publication (un numéro peut être « hors série » ;  numéro ISBN…), numéro de rue (d’immeuble, d’étage, de chambre d’hôtel…), numéro atomique, numéro d’opus, numéro de carte bancaire, numéro de sécurité sociale, numéro de vol, numéro de dossard en sport, Numéro E, code…

## Notation
Dans Unicode, il existe le U+2116 № symbole numéro (HTML : &#8470;) utilisé en bulgare, en russe et autres langues de l'ancienne URSS.
En français, le Lexique des règles typographiques en usage à l’Imprimerie nationale et l'Office québécois de la langue française préconisent la forme « no  » avec un « o » en exposant,. L'abréviation de numéros, pluriel de numéro, est nos .
Le « o » en exposant est fréquemment remplacé à tort par le symbole degré (« ° ») du fait de son accessibilité sur plusieurs claviers.
L’indicateur ordinal masculin « º », utilisé en espagnol, italien et portugais, est généralement souligné dans ces langues. En français, le soulignement est déconseillé ; pour diverses raisons, on évite d’utiliser ce caractère lorsqu’il est possible d’avoir recours à la lettre « o » en exposant. Entre autres, il ne permet pas d’écrire correctement la forme plurielle « nos  ».
En Amérique du Nord et latine, on utilise le signe croisillon (#), en particulier sur les dossards sportifs : #1 signifie « no 1 » (et ne signifie pas « 1er »). Cet usage est cependant déconseillé par l'Office québécois de la langue française.

## Lecture des numéros
L’usage en matière de lecture des numéros, notamment des numéros de téléphone, diffère dans les différentes langues. En français, elle varie selon les aires de la francophonie, tout comme la notation des numéros eux-mêmes.

### France
En France, il est ainsi courant de grouper les chiffres par deux pour énoncer les nombres longs comme les numéros de téléphone, d'immatriculation, numéros de série, etc. Quand le groupement utilisé est ambigu dans la communication verbale, cela peut parfois produire des ambiguïtés de communication : par exemple, « huit cent huit cent » pourrait vouloir dire « 800 800 », « 808 100 », ou encore « 8 108 100 » si le ton ou le rythme n'est pas marqué pour séparer clairement les groupes dans l'énoncé d'un numéro de téléphone, ce qui est évité avec les systèmes de numération symbolique. C'est pourquoi les nombres longs sont cités plutôt avec des groupes de deux chiffres, sans lever toutefois toutes les ambiguïtés : par exemple, « vingt quatre vingt cinq » qui pourrait vouloir dire « 24 25 » ou « 20 85 » en français de France, difficulté qui n'existe pas en français suisse ou dans l'ancien système vicésimal. Elle se lève toutefois en marquant les pauses entre chaque groupe, et en évitant toute pause au milieu du nombre « quatre-vingt ». Dans d'autres langues, comme en russe, la difficulté se lève par l'utilisation d'un mot ровно, rovno « exactement » pour signifier la fin d'un groupe. Pour l'écriture, c'est le trait d'union qui lève l'ambiguïté en liant les mots composant le même groupement de chiffres, mais la notation symbolique est nettement préférable pour de tels numéros, car elle est plus simple et non ambiguë.

### Québec
Selon une habitude bien établie en Amérique du Nord, la plupart des numéros de téléphone (ou de télécopie) se lisent chiffre par chiffre, ce qui est plus court et souvent plus clair. Il arrive cependant qu’on énonce des dizaines et des centaines, ce qui demeure tout de même correct.